# Glándula de Duvernoy

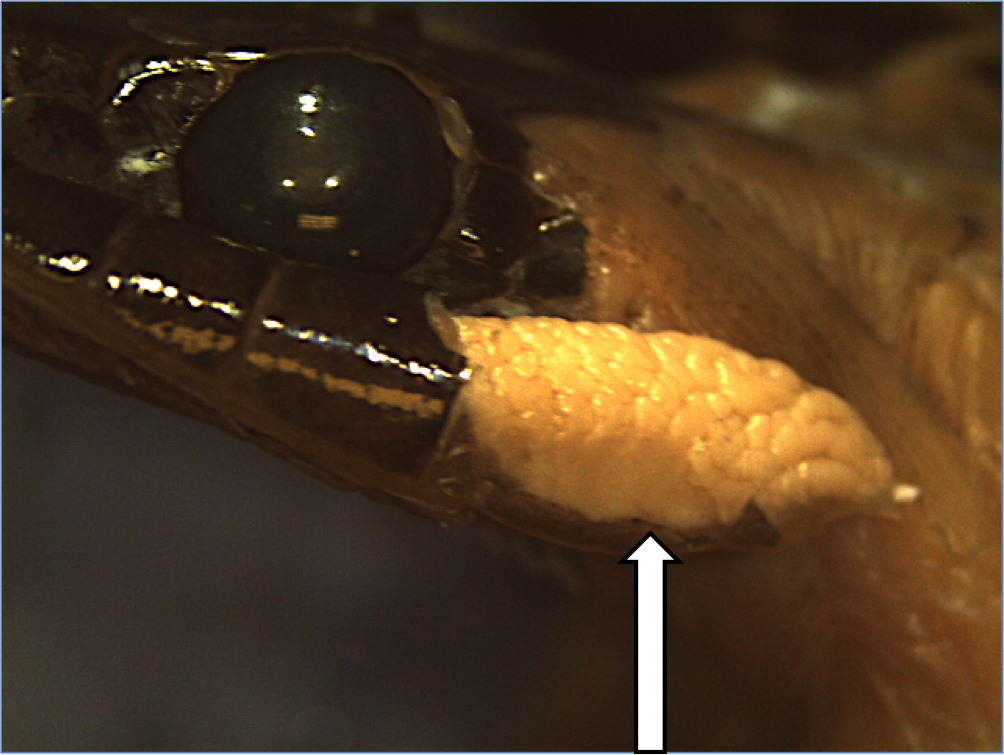
La glándula Palatina amarillo claro) en una serpiente listonada desde una vista lateral. Es lateral a la boca y caudal al ojo de la serpiente. Parcialmente cubierto de escamas (marrón verdoso) y rodeado de tejido muscular subyacente (marrón claro).

La glándula de Duvernoy es una glándula que se encuentra en algunos grupos de colúbridos. Es diferente a la glándula venenosa y no está presente en vipéridos o elápidos. Fue nombrada por el zoólogo francés Georges Louis Duvernoy, quien la describió por primera vez en 1832.
La glándula de Duvernoy está colocada posterior al ojo, encerrada en una cubierta delgada de tejido conectivo y consiste principalmente de células serosas. Un solo conducto corto se extiende anteromedialmente desde el lumen de la glándula hasta la base de los colmillos posteriores.

## Función
La función de la glándula de Duvernoy ha sido fuente de muchos estudios y especulaciones, y el debate aún está en curso. Es ampliamente aceptado que la glándula de Duvernoy es el homólogo de las glándulas venenosas en víboras y elápidos, sin embargo, los dos tipos de glándulas también son "anatómicamente y funcionalmente distintos", según expertos líderes como el Dr. Kenneth Kardong. Otros científicos, como el Dr. Bryan Fry sostienen que la glándula Duvernoy es una versión primitiva de una glándula venenosa y debe ser referida como tal. El Dr. Stephen Mackessy sugiere que la glándula de Duvernoy secreta veneno y es homóloga a la glándula venenosa que se encuentra en las serpientes con colmillos frontales.,
Debido a que las secreciones de esta glándula están asociadas con el comportamiento de deglución de las serpientes, la glándula de Duvernoy puede desempeñar un papel en la deglución y / o digestión. Kardong también señala que aunque las secreciones de algunas glándulas de Duvernoy pueden ser tóxicas y que pueden producir dolor, hinchazón y otros efectos si se inyectan por vía subcutánea; Esto no hace que esas secreciones sean venenos.

## Evolución
El camino evolutivo de estas glándulas separadas puede provenir de "proteínas de veneno" cuyos genes se expresan ampliamente en los tejidos de las serpientes venenosas y no venenosas. Estos genes se sobreexpresan en las glándulas del veneno (incluida la glándula de Duvernoy), lo que indica que las secreciones de estas glándulas evolucionaron por separado, en lugar de secuencialmente.

## Especies que poseen glándula de Duvernoy
- Ahaetulla pulverulenta
- Ahaetulla anomala
- Ahaetulla dispar
- Ahaetulla fasciolata
- Ahaetulla fronticincta
- Ahaetulla laudankia
- Ahaetulla mycterizans
- Ahaetulla nasuta
- Ahaetulla perroteti
- Ahaetulla prasina
- Diadophis punctatus
- Oxybelis aeneus
- Oxybelis brevirostris
- Oxybelis fulgidus
- Oxybelis wilsoni